# 825

## Nașteri
- dată necunoscută: Ludovic al II-lea, împărat carolingian  (d. 875)
- dată necunoscută: Constantin (asociat, secolul al IX-lea)  (d. ?)
- dată necunoscută: Landulf al II-lea de Capua  (d. 879)
- dată necunoscută: Henric de Franconia unul dintre fiii contelui Poppo de Grapfeld, unul dintre primii membri ai Casei de Babenberg (d. 886)
- dată necunoscută: Gilbert de Maasgau  (d. ?)